# Języczek trójkątnozarodnikowy
Języczek trójkątnozarodnikowy, pępówka trójkątnozarodnikowa (Arrhenia trigonospora (Lamoure) Redhead, Lutzoni, Moncalvo & Vilgalys) – gatunek grzybów z rodziny wodnichowatych (Hygrophoraceae).

## Systematyka i nazewnictwo
Pozycja w klasyfikacji według Index Fungorum: Arrhenia, Hygrophoraceae, Agaricales, Agaricomycetidae, Agaricomycetes, Agaricomycotina, Basidiomycota, Fungi.
Po raz pierwszy opisał go w 1975 r. Denise Lamoure, nadając mu nazwę Omphalina trigonospora. W 2002 r. Scott Alan Redhead, François M. Lutzoni, Jean-Marc Moncalvo i
W 2003 r. Władysław Wojewoda zarekomendował polską nazwę pępówka trójkątnozarodnikowa dla naukowej nazwy Omphalina trigonospora. Po przeniesieniu gatunku do rodzaju Arrhenia stała się ona niespójna z nazwą naukową. Spójną z nią nazwę polską podaje internetowy atlas grzybów.

## Występowanie i siedlisko
Podano jego stanowiska tylko w niektórych krajach Europy. W Polsce do 2003 r. jedyne stanowiska podał A. Bujakiewicz w Babiogórskim Parku Narodowym.
Grzyb naziemny. W Polsce występuje w wysokich górach w towarzystwie mchu bielaczka alpejska (Anthelia juratzkana).